# Mojš
Mojš (in ungherese Majosfalva) è un comune della Slovacchia facente parte del distretto di Žilina, nella regione omonima.